# Léon Soucaret
Pour les articles homonymes, voir Soucaret.
Léon Soucaret, né le 10 octobre 1867 à Pointe-à-Pitre et mort le 22 décembre 1933 au Touquet-Paris-Plage, est un administrateur français de sociétés immobilières et foncières et maire du Touquet-Paris-Plage dans le département du Pas-de-Calais en France, de 1925 à 1933. Il est qualifié de maire de l'âge d'or de la station balnéaire.

## Biographie

### Enfance et formation
François Daniel Léon Soucaret naît le 10 octobre 1867 à Pointe-à-Pitre en Guadeloupe, il est le fils de Joseph Casimir Soucaret, avoué près le tribunal de première instance de Pointe-à-Pitre, et d’Estelle Augusta Léontine, née Fortin (1839-1926), originaire de La Rochelle. Elle mourra veuve le 16 août 1926 dans le 16e arrondissement de Paris.
Après des études au collège Rollin à Paris, il en sort bachelier ès-sciences.

### Vie de famille
Léon Soucaret épouse, en premières noces, le 19 juin 1899 dans le 16e arrondissement de Paris, Augustine Anne Lévy, née le 29 octobre 1872 à Paris. Ce mariage est dissous par jugement du tribunal civil de la Seine, le 4 mars 1909.
Il épouse, en secondes noces, le 16 juin 1913 dans le 8e arrondissement de Paris, Angèle Albertine Victorine de Banville, née le 28 avril 1889 à Saint-Fromond dans le département de la Manche. Ils demeurent au 66, rue de Miromesnil dans le 8e arrondissement de Paris. Ils habitent également villa La Hutte, avenue de l’Atlantique au Touquet-Paris-Plage.
Il a une sœur, Marie Marthe, née en 1869 à Pointe-à-Pitre, qui est reine de beauté à Spa le 10 octobre 1888 et un frère, Pierre Casimir Maxime, né vers 1861 à Pointe-à-Pitre et mort le 31 mars 1900 à Cannes.

### Parcours professionnel
En 1887, Léon Soucaret est administrateur délégué de société immobilière et foncière et habite au 66, rue Miromesnil dans le 8e arrondissement de Paris.
Il est ingénieur-négociant à Paris, président du conseil d’administration de la société du théâtre du Palais-Royal à Paris, c'est Gustave Quinson, directeur du casino de la forêt de Paris-Plage, qui en est le directeur pendant quinze années.
Il est gérant de la Banque de France.

### Son histoire au Touquet-Paris-Plage

#### Avant ses mandatures
Léon Soucaret est arrivé à Paris-Plage en 1903 comme membre du comité de la société française d'entreprises et de crédit.
Il dirige en 1903, les travaux de forage du puits de Rombly pour l’adduction d’eau à Paris-Plage (Société Soubitez et Cie).
Il crée, en 1904, le casino des phares et l'inaugure en août, casino construit en un mois sur une superficie de 600 m2, à l'emplacement actuel du Westminster hôtel.
Le 31 juillet 1904, il inaugure l'hôtel Atlantic avec pour directeurs Fernand Recoussine et Corneille Diette, au banquet on aperçoit, John Whitley, Allen Stoneham, Édouard Lévêque, Georges Vibert, Henry Martinet, le docteur Timmermans.
Toujours en 1904, il est nommé par le ministre de l'Agriculture, commissaire de la jeune société des courses du Touquet.
Fervent de tir aux pigeons, il ne cesse de donner son appui à cette société qui amène chaque année, dans la station, les plus hautes personnalités françaises et étrangères.
En 1906, il est nommé directeur de la société française d'entreprises et de crédit, qui devient la société générale immobilière du Touquet-Paris-Plage. Il est nommé à la vice-présidence d'une société nouvelle « l'union des commerçants de Paris-Plage ».
Il est élu membre titulaire de la Société académique du Touquet-Paris-Plage le 7 septembre 1908 et vice-président de 1928 à 1930.
En 1907, enhardi par le succès et ayant foi dans l'avenir de la station, il se décide, au prix de lourds sacrifices, à transférer le petit casino des phares de l'avenue du Verger, dans le château du Touquet, qu'il modifie pendant l'hiver 1906-1907. L'inauguration de ce nouveau casino en juillet 1907, est le commencement du triomphe de la station. En quelques années, le casino subit différentes transformations, mais Léon Soucaret sachant prévoir et voyant grand, fait l'hiver 1912-1913 table rase de cet établissement déjà étroit et construit un nouveau casino, qui est inauguré en 1913.
En 1908, il fait partie du comité de haut patronage qui fonde le syndicat d'initiative de la ville.
Le 10 juillet 1910, débuts de l'aviation, après les essais en vol plané de Louis Blériot, Gabriel Voisin (le 27 mai 1907) et Henri Farman (juin 1907), René Caudron est le premier pilote à survoler la ville de Paris-Plage ce 10 juillet, les frères Caudron reçoivent la médaille d'or des mains de Léon Soucaret,.
Il est nommé membre de la Commission administrative du Bureau d'assistance du Touquet-Paris-Plage, par arrêté du ministre de l'Intérieur du 31 juillet 1912 ; membre du conseil d'administration de la caisse des écoles du Touquet-Paris-Plage, le 25 février 1913 puis vice-président le 13 mars 1913 ; vice-président-directeur du comité de publicité et vice-président du conseil d'administration du Syndicat d'initiative du Touquet-Paris-Plage, le 10 octobre 1913.
On doit, à Léon Soucaret, la création du petit tramway du Touquet-Paris-Plage qui relie la plage et la forêt, et de son extension jusqu'au golf.
Pendant la Première Guerre mondiale, il met immédiatement et gracieusement à la disposition de la duchesse de Westminster, le casino et ses dépendances, pour y installer le premier hôpital anglais sur le sol français. Durant cette période, il est mobilisé comme lieutenant attaché à la mission militaire française, près de l'armée anglaise.
Il est administrateur de la société générale immobilière, de la société du gaz et d’électricité de Paris-Plage, administrateur de la société des automobiles sur rails du Touquet-Paris-Plage, administrateur de la société de l’hôtel du golf. Il est membre de la chambre syndicale du syndicat des propriétaires de Paris-Plage, à partir du 18 août 1907.

#### Pendant ses deux mandatures
Léon Soucaret est élu maire du Touquet-Paris-Plage du 17 mai 1925 au 22 décembre 1933.
Il réalise, en plus des constructions évoquées ci-après, de grands travaux d'urbanisme, 40 km de routes sont restaurés, un réseau d'égouts, une clinique et des agrandissements d'école.
Le 29 août 1925, inauguration de l'hippodrome de la Canche en présence de Paul Bénazet, Haut-Commissaire à la guerre, en présence de 5 000 personnes,.
En 1928, inauguration de la première bibliothèque communale dans les locaux de la mairie.
Lors de la campagne électorale de 1929, M. Champion, figurant sur la liste de Léon Soucaret, est victime d'une agression avec un stylet le 2 mai dans le jardin de sa villa Les Bouleaux, heureusement le gros livre, qu'il tient, le protège, il est néanmoins blessé au bras et l'individu s'enfuit en criant « Vive Pouget ».
Le 12 août 1929, inauguration du Royal Picardy. Cet hôtel est le symbole des « années folles », surnommé par les Britanniques « the most beautiful hôtel in the world » : 9 étages, 40 m de haut, 500 chambres (toutes différentes, toutes avec salle de bains), 50 appartements de 5 à 10 pièces dont certains avec piscine, 120 salons, piscine de 25 mètres à eau traitée et chauffée, salle de culture physique, hammam, golf miniature, terrain de squash, téléphone dans toutes les chambres et salons, garage pour 100 voitures, parc de 6 hectares, 300 employés.
Le 28 mai 1931, inauguration de la piscine marine  d'eau de mer filtrée, stérilisée et réchauffée (André Bérard, architecte). C'est « la plus belle piscine d'Europe » (bassin de 200 yards (66,66 m) x 25 m, 500 cabines (dont certaines avec baignoire), gradins de 1 800 places, promenoir de 1 300 places, solarium, salle de repos, service médical de thalassothérapie avec massages, pédicures, deux restaurants, un bar, un tea-room…). Le plongeoir de Bérard est constitué de 4 tremplins de 1, 3, 5 et 10 mètres. La profondeur atteint 5 mètres en dessous des plongeoirs. Le bassin contient 2 744 m3 d'eau de mer prise au large, filtrée, stérilisée et réchauffée.
Toujours en 1931, ouverture du troisième terrain de Golf, tracé dans les dunes, commandé au talentueux Harry Colt, et du nouveau club-house, signé par l'architecte Léon Hoyez.

Célébrations du 50e anniversaire de la commune, appelée « Arcachon du Nord », « Paradis des Sports », « Jardin de la Manche », « Perle de la Côte d'Opale ». Discours, à cette occasion, de Léon Soucaret, le maire, le 10 juillet 1932 : 

« Monsieur le Chef de Cabinet, Monsieur le Sous-Préfet, mon cher Maître, Mesdames et Messieurs,
À l'occasion du cinquantenaire de notre ville, j'aurais été heureux d'évoquer l'œuvre de nos prédécesseurs et des diverses municipalités en rappelant les transformations successives et prodigieuses qui, en quelques années, ont permis au Touquet-Paris-Plage de devenir une station climatique de renommée mondiale ; mais je n'ose m'étendre sur ce sujet désirant laisser à notre conférencier Édouard Lévêque et, dans quelques instants, à notre ami Adrien Perret-Maisonneuve, le mérite de vous exposer l'œuvre accomplie en trente ans, œuvre qu'à déjà si brillamment indiqué hier soir, à la magnifique séance publique de la Société académique, le distingué secrétaire perpétuel, Maurice Garet.
Notre ville qui, en quelques années, a surgi des sables, doit savoir se faire pardonner, en même temps que son extrême jeunesse, sa renommée si rapidement acquise ; et attendre que le temps ait revêtu de sa patine tout cet ensemble récent de constructions, témoignage des efforts réalisés.
Elle atteindra ainsi le rang de nos plus grandes cités françaises.
Car nous avons le droit de mettre aussi en évidence les multiples applications d'une hygiène moderne qui la classent parmi les plus remarquées.
Laissons aux générations qui viennent le soin de parachever l'œuvre commencée.
Espérons que nos descendants, lorsqu'il leur sera donné de célébrer le centenaire de notre cité, pourront eux aussi s'enorgueillir d'embellissements qui auront heureusement compléter ce que vous admirez aujourd'hui. »

En 1932, inauguration du marché couvert et un centre équestre à l'angle des actuelles avenues du Général de Gaulle et Louis Quételart.
En 1933, inauguration des tribunes en ciment du club de tennis.
Toujours en 1933, il s'investit, en tant que membre, dans le club du Touquet, nouvellement créé, avec comme président Jacques Breguet, dont le programme comporte l'agencement et l'organisation d'un terrain d'aviation, soit au Touquet, soit à proximité. Ce club se propose de développer le tourisme aérien sous toutes ses formes. L'aéroport du Touquet-Paris-Plage est inauguré le 4 juillet 1936.

### Mort
Léon Soucaret meurt le 22 décembre 1933 au Touquet-Paris-Plage,,. Les obsèques sont célébrées le 27 décembre 1933 au Touquet-Paris-Plage. Il est inhumé, le 28 décembre 1933 au cimetière du Montparnasse dans le 14e arrondissement de Paris, sa sépulture se trouve dans la 13e division, ligne 13-N et no 6-0.

## Hommage

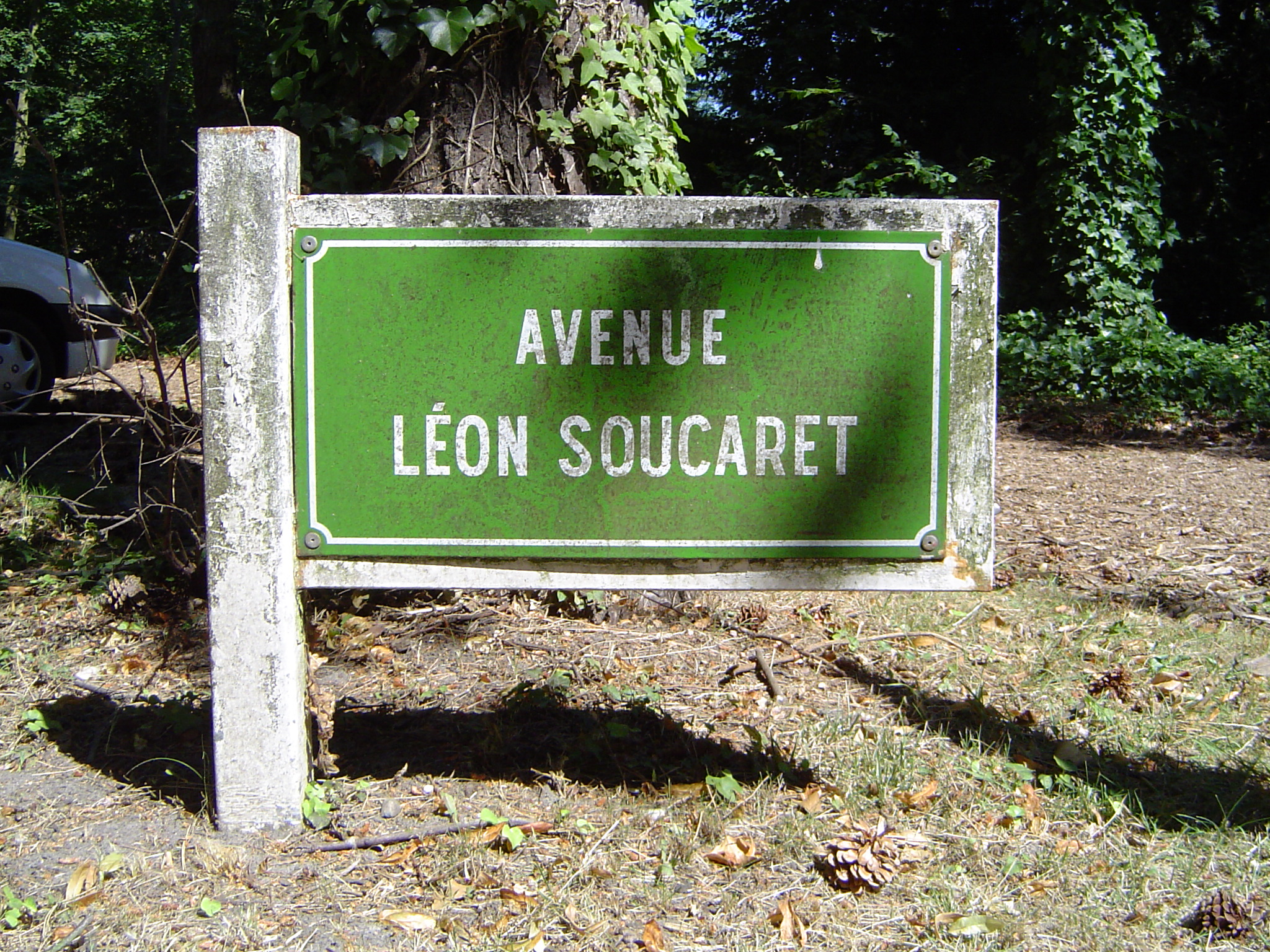

Pour rendre hommage à Léon Soucaret, la municipalité a donné son nom à une avenue :  l'avenue Léon Soucaret.

## Distinctions
Léon Soucaret fait partie de la mission attaché aux armées britanniques pendant la première Guerre mondiale et est décoré de la médaille de l'Empire britannique. Il est nommé chevalier de l'ordre national de la Légion d'honneur au titre du ministère des travaux publics le 23 février 1927,.

## Pour approfondir

### Ouvrages
- Edith et Yves de Geeter, Images du Touquet-Paris-Plage, 1987

1. ↑  p. 128.
2. ↑  p. 105.

- Société académique du Touquet-Paris-Plage, 1912-2012 Un siècle d'histoires, Le Touquet-Paris-Plage, Éditions Henry, 2011, 226 p. (ISBN 978-2-917698-93-8)

1. ↑  p. 152, écrits d'Alice Monthuy.
2. ↑  p. 118, écrits de Donald Grégoire.
3. ↑  p. 126, écrits de Alice Monthuy.
4. ↑  p. 106, écrits de Philippe Lyardet.

- Édouard Lévêque, Histoire de Paris-Plage et du Touquet souvenirs et impressions, Le Touquet-Paris-Plage, Charles Delambre à Paris-Plage et à Montreuil sur Mer, 1905 (lire en ligne)

1. ↑  p. 509.

### Journaux
- Journal municipal Le Touquet Magazine puis Le Touquet Paris-Plage Info

1. ↑  mai 1996, p. 4.
2. ↑  décembre 1999, p. 6.
3. ↑  juillet 2000, pp. 8-9.
4. 1 2  décembre 1999, p. 7.
5. 1 2  décembre 1999, p. 8.
6. ↑  août 1997, p. 16.
7. ↑  juillet 1996, p. 9.